# Fort Road FC
Fort Road FC ist ein Fußballverein aus Antigua und Barbuda. Der Verein spielte in der Saison 2014/15 in der Premier League, der höchsten Spielklasse des Fußballverbands von Antigua und Barbuda.